# مزم صنهاجة
 مزم صنهاجة (بالإنجليزية: M'ZEM SANHAJA)‏ هي جماعة قروية تابعة لإقليم قلعة السراغنة ضمن جهة مراكش آسفي بالمغرب. بلغ مجموع عدد سكان  مزم صنهاجة حسب إحصاءات 2004 حوالي 9253 نسمة من بينهم 1 أجنبي يعيشون في 1359 أسرة.

## إحصاء عام
| السنة | عدد السكان | عدد الأسر | عدد الأجانب |
| ----- | ---------- | --------- | ----------- |
| 1994  | 8370       | 1133      | °°°°        |
| 2004  | 9253       | 1359      | 1           |

دواوير الجماعة: نواجي الحول_لكراكشة_ولاد ناصر_الشويحات_ولاد البريبري_ولاد سعيد_خسية_ولاد سليمان_قصيب_لهدادجة